# 能登馬身龍
能登 馬身龍（のと の まむたつ、生年不明 - 斉明天皇6年（660年）3月）は、飛鳥時代（7世紀後半）の豪族。姓は臣。

## 出自
能登臣氏は『古事記』によると、崇神天皇の皇子、大入杵命（おおいりきのみこと）の子孫。能等国造を務めた豪族である。『万葉集』巻第十八4069番には、羽咋郡の擬主帳である能登臣乙美（のと の おみ おとみ）の和歌が掲載されている。

## 記録
『書紀』巻第二十六によると、斉明天皇6年（660年）3月、阿倍比羅夫のことと思われる「阿倍臣」は「船師二百艘」を率いて「粛慎」を伐った、とあり、その顚末として、以下の物語がある。
陸奥の蝦夷を乗せ、とある大河（石狩川、あるいは津軽半島の十三湊あたりと推定される）へやって来た阿倍臣の軍は、渡嶋の1,000人あまりの蝦夷の要請を受け、20艘あまりの船団からなる粛慎たちとの接触を試みたが、うまく行かなかった。そこで、綏帛（しみのきぬ）・兵・鉄を海のほとりに積んで、様子を見たが、結局はこれも失敗した。それでも、しばらくして粛慎たちは和睦を申し出てきたが、交渉決裂し、自分たちの柵（き）を拠点として阿倍臣たちと戦闘をすることになった。
この時の激戦で粛慎軍に殺されたのが、能登臣馬身龍である。結果として、決着がつかぬうちに敵方の粛慎は自分たちの妻子を殺した、という。
上記のことより、阿倍比羅夫の水軍が北陸地方の国造の率いる兵を含んでいたことが窺われる。なお、須曽蝦夷穴古墳を能登馬身龍の墓とする説がある。

## 考証
この出来事は、一見すると粛慎との交戦の記事のように見えるが、馬身龍が戦死した箇所を除くと目立った戦闘があったわけではなく、むしろ、日本側の鉄器・繊維製品と、粛慎側の島の羽や皮革などとの交易が所期の目的でだったのではないか、と新野直吉は述べている。